# Сиганы
Сиганы или пестряки  (лат. Siganus) — род лучепёрых рыб, выделяемый в монотипическое семейство сигановых (Siganidae). Насчитывают 29 видов. Пятнистые рыбы с ядовитыми шипами на плавниках. Характерны для зоны коралловых рифов тропической зоны Тихого и Индийского океанов. Питаются водорослями на коралловых рифах и вокруг скал.  Укол колючками этой рыбы болезнен, представляют опасность для неосторожных купальщиков.

## Классификация
В составе рода выделяют 29 видов:
- Siganus argenteus (Quoy & Gaimard, 1825)
- Siganus canaliculatus (Park, 1797) — Сиган-орамин, или пестряк-орамин, или белопятнистый пестряк
- Siganus corallinus (Valenciennes, 1835) — Коралловый сиган, или коралловый пестряк
- Siganus doliatus Guérin-Méneville, 1829
- Siganus fuscescens (Houttuyn, 1782) — Тёмный сиган
- Siganus guttatus (Bloch, 1787)
- Siganus insomnis Woodland & R. C. Anderson, 2014[3]
- Siganus javus (Linnaeus, 1766)
- Siganus labyrinthodes Bleeker, 1853
- Siganus lineatus Valenciennes, 1835
- Siganus luridus (Rüppell, 1829)
- Siganus magnificus Burgess, 1977
- Siganus niger Woodland, 1990
- Siganus puelloides Woodland & Randall[англ.], 1979
- Siganus puellus Schlegel, 1852
- Siganus punctatissimus Fowler & Bean, 1929
- Siganus punctatus Schneider & Forster, 1801
- Siganus randalli Woodland, 1990
- Siganus rivulatus Forsskål & Niebuhr, 1775 — Золотополосый сиган, или струйчатый сиган
- Siganus spinus Linnaeus, 1758
- Siganus stellatus Forsskål, 1775
- Siganus sutor Valenciennes, 1835
- Siganus trispilos Woodland & Allen, 1977
- Siganus unimaculatus Evermann & Seale, 1907
- Siganus uspi Gawel & Woodland, 1974
- Siganus vermiculatus (Valenciennes, 1835) — Ленточный сиган, или червеобразный сиган
- Siganus virgatus (Valenciennes, 1835)
- Siganus vulpinus (Schlegel & Müller, 1845) — Пестряк-лис
- Siganus woodlandi Randall & Kulbicki, 2005